# Pavlos Tsitsipas
Pavlos Tsitsipas (griechisch Παύλος Τσιτσιπάς; * 23. Juli 2006 in Marousi) ist ein griechischer Tennisspieler.

## Persönliches
Pavlos Tsitsipas ist Teil einer Tennisfamilie. Sein Vater Apostolos ist Tennistrainer, seine Mutter eine ehemalige russische WTA-Spielerin (WTA 194). Er hat zwei Brüder und eine Schwester, die allesamt an der Tennisakademie in Nizza von Patrick Mouratoglou trainieren. Stefanos (* 1998) und Petros (* 2000) sind bereits Tennisprofis, Elisavet (* 2008) spielte bislang nur bei den Junioren. Ihr Großvater, Sergei Salnikow, war ein sowjetischer Fußballer.

## Karriere
Tsitsipas spielte zwischen 2021 und 2023 rund 100 Matches auf der ITF Junior Tour. Dort gewann er einen Einzel- und vier Doppeltitel, wodurch Rang 295 die höchste Notierung in der Junior-Rangliste wurde.
Bei den Profis spielte Tsitsipas 2021 sein erstes Turnier. Er ist bislang hauptsächlich auf der drittklassigen ITF Future Tour aktiv, wo er im November 2023 sein erstes Endspiel im Doppel erreichte. Im Einzel kam er noch nicht über das Viertelfinale hinaus. In der Weltrangliste steht er außerhalb der Top 1000. Für ein besseres Training zog Pavlos 2024 nach Madrid, auch auf den Ratschlag von Paula Badosa hin, der Freundin von Stefanos.
An der Seite seines Bruders Pedros erhielt Pavlos Anfang 2025 eine Wildcard im Doppel für die Dubai Duty Free Tennis Championships. Bei seinem Debüt auf der ATP Tour schied er mit 2:6, 2:6 gegen Robin Haase und Hendrik Jebens aus.